# Bibliothèque François-Mitterrand (métro de Paris)
Pour les articles homonymes, voir Bibliothèque François-Mitterrand.
Bibliothèque François-Mitterrand est une station de la ligne 14 du métro de Paris, située dans le 13e arrondissement de Paris.

## Situation
La station de métro est située parallèlement à la rue de Tolbiac, sous les voies ferrées venant de la gare de Paris-Austerlitz, à proximité du site François-Mitterrand de la Bibliothèque nationale de France.

## Histoire
La station est ouverte le 15 octobre 1998 comme terminus méridional de la ligne 14. Elle conserve ce rôle jusqu'au 26 juin 2007, date de la mise en service du prolongement à Olympiades. Le 3 décembre 2000, la station est mise en correspondance avec la nouvelle gare du RER C, dont l'ouverture entraîne l'abandon de l'ancienne gare du boulevard Masséna. Les derniers accès (3, rue René-Goscinny et l'ascenseur débouchant rue Primo-Levi) sont ouverts depuis le 28 février 2008.
Le nom de projet de la station était « Tolbiac – Masséna », en référence à la rue de Tolbiac et au boulevard Masséna tout proches. Son nom définitif vient du site François-Mitterrand de la Bibliothèque nationale de France, situé à proximité et nommé en hommage à François Mitterrand (1916-1996), président de la République, qui fut à l'origine de la construction du site.

## Services aux voyageurs

### Accès
La station possède quatre accès principaux (nos 1 à 4, accès à la salle d’échanges RER C + ligne 14) donnant accès par un ascenseur et par des escaliers mécaniques à la rue du Chevaleret, l'avenue de France, la rue Goscinny et la rue Neuve-Tolbiac.
Un accès secondaire est situé au bout de l’avenue de France à l’intersection de la rue des Grands-Moulins (no 5).
- Accès no 1 « Rue du Chevaleret » ;
- Accès no 2 « Avenue de France » (desservi aussi par ascenseur conjointement avec sortie 3) ;
- Accès no 3 « Rue René-Goscinny » (desservi aussi par ascenseur conjointement avec sortie 2) ;
- Accès no 4 « Pont de Tolbiac » ;
- Accès no 5 « Rue des Grands-Moulins » (accès par la gare RER.)

Accès à la station
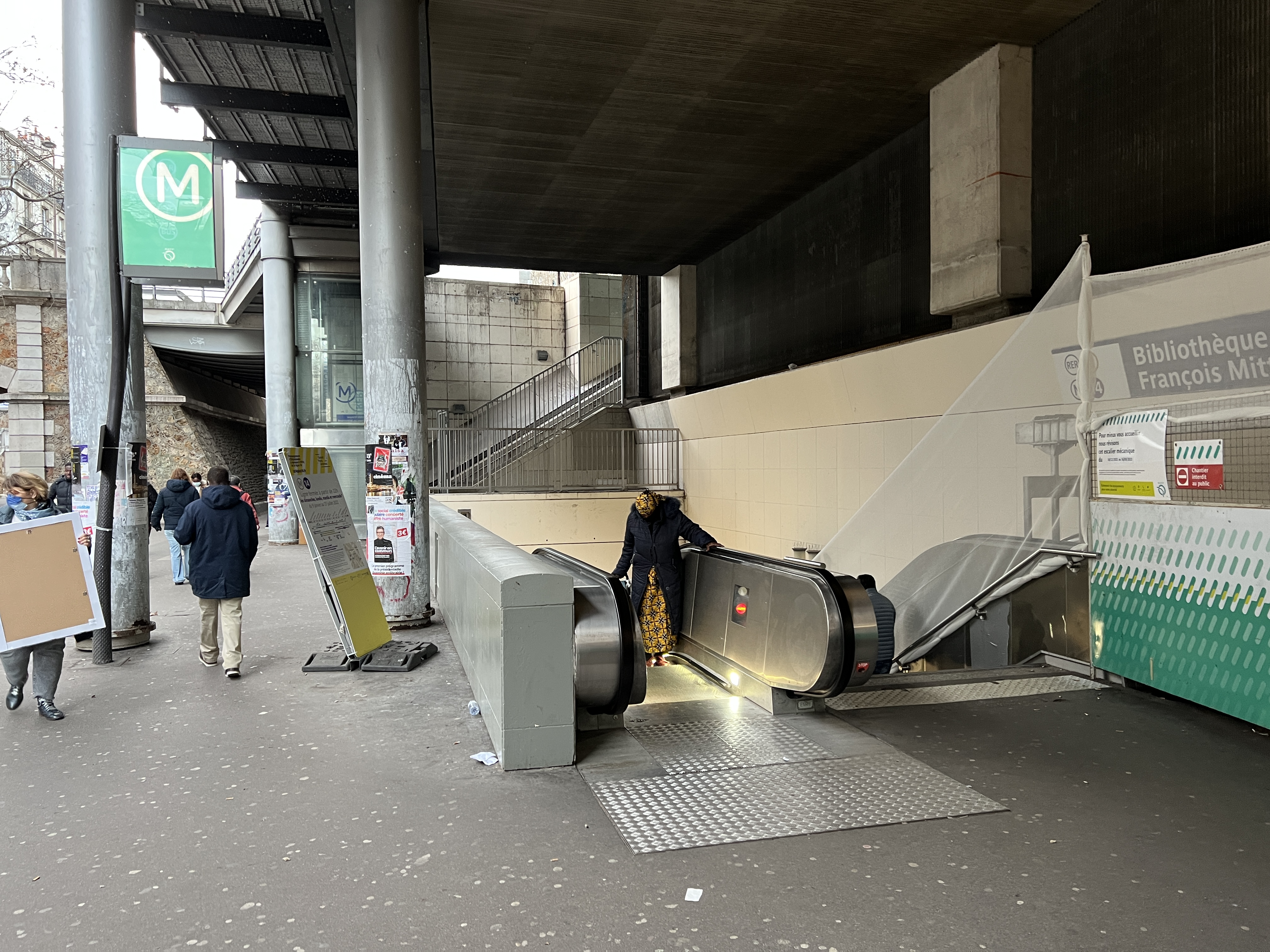
L'accès no 1 « Rue du Chevaleret ».
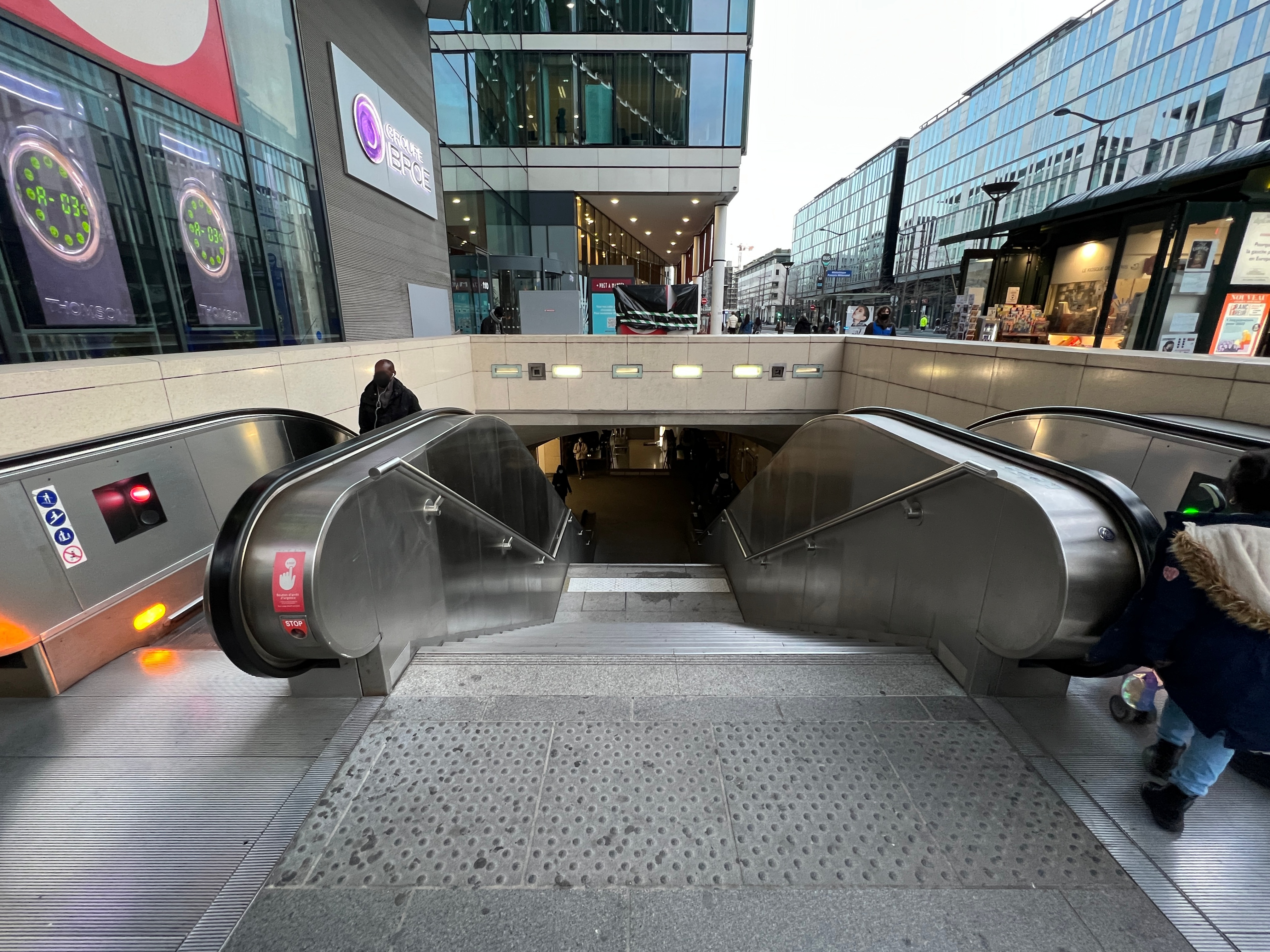
L'accès no 2 « Avenue de France ».
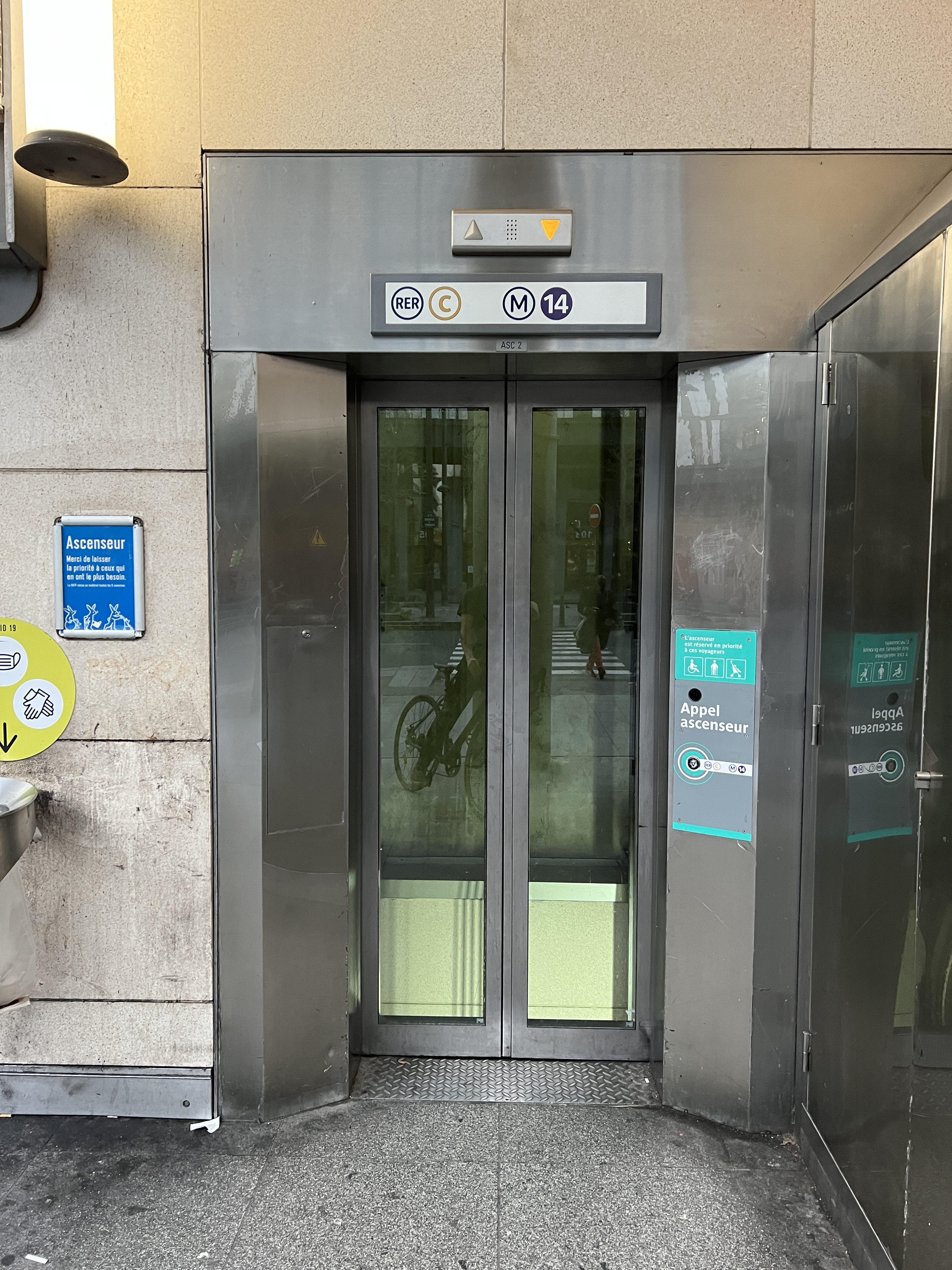
Ascenseur de l'accès no 2.
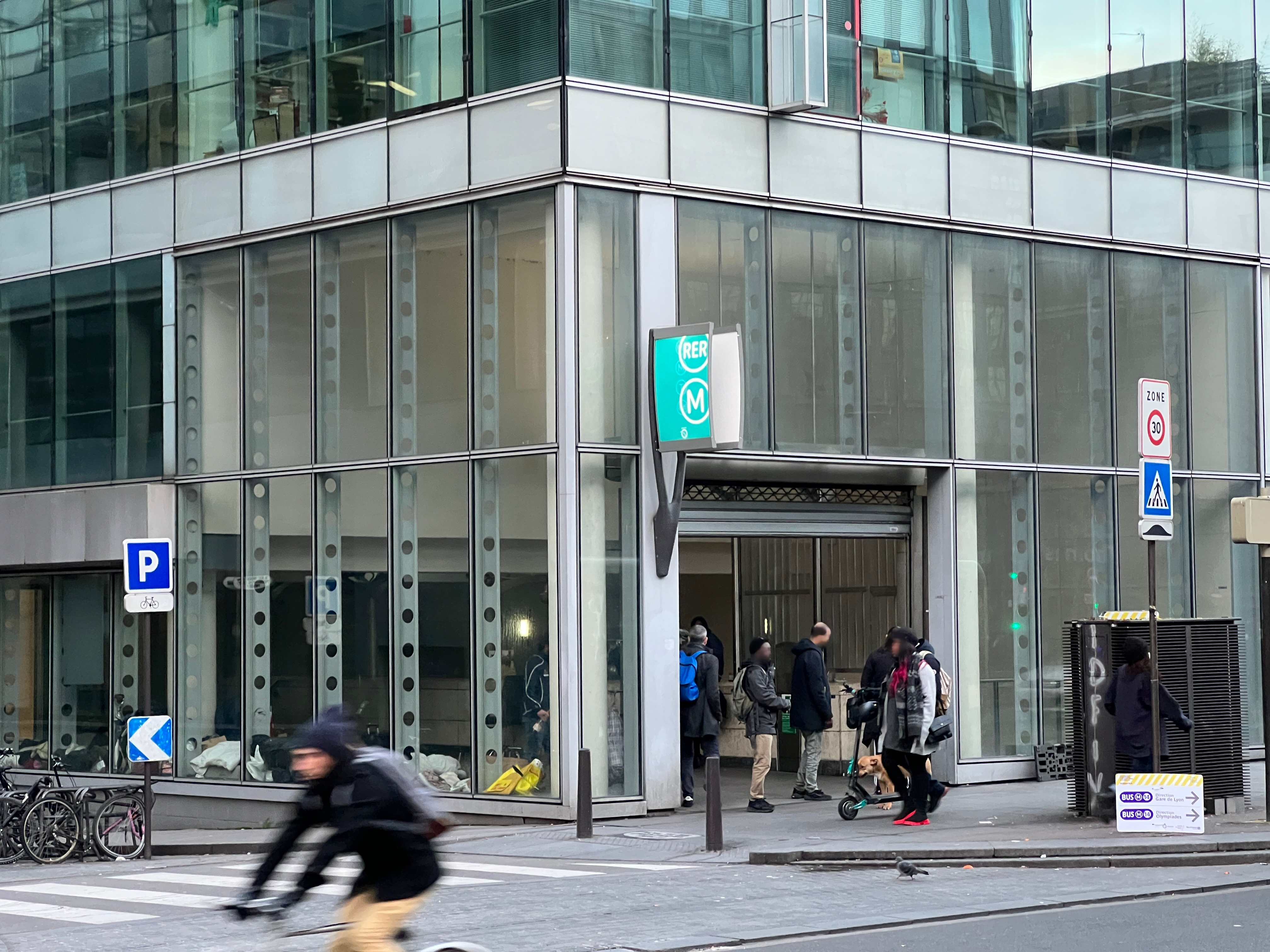
L'accès no 3 « Rue René-Goscinny ».
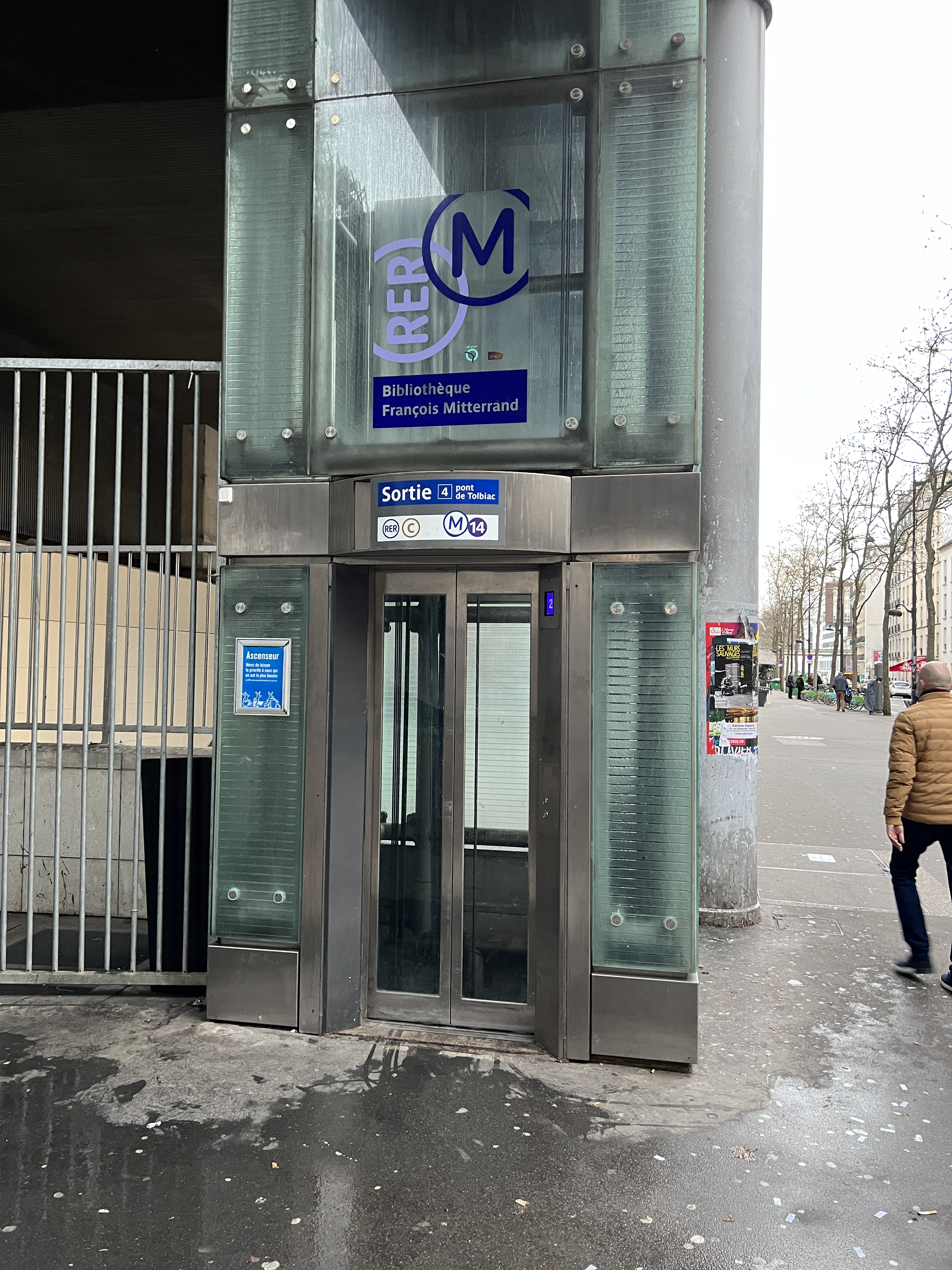
L'accès no 4 « Pont de Tolbiac ».
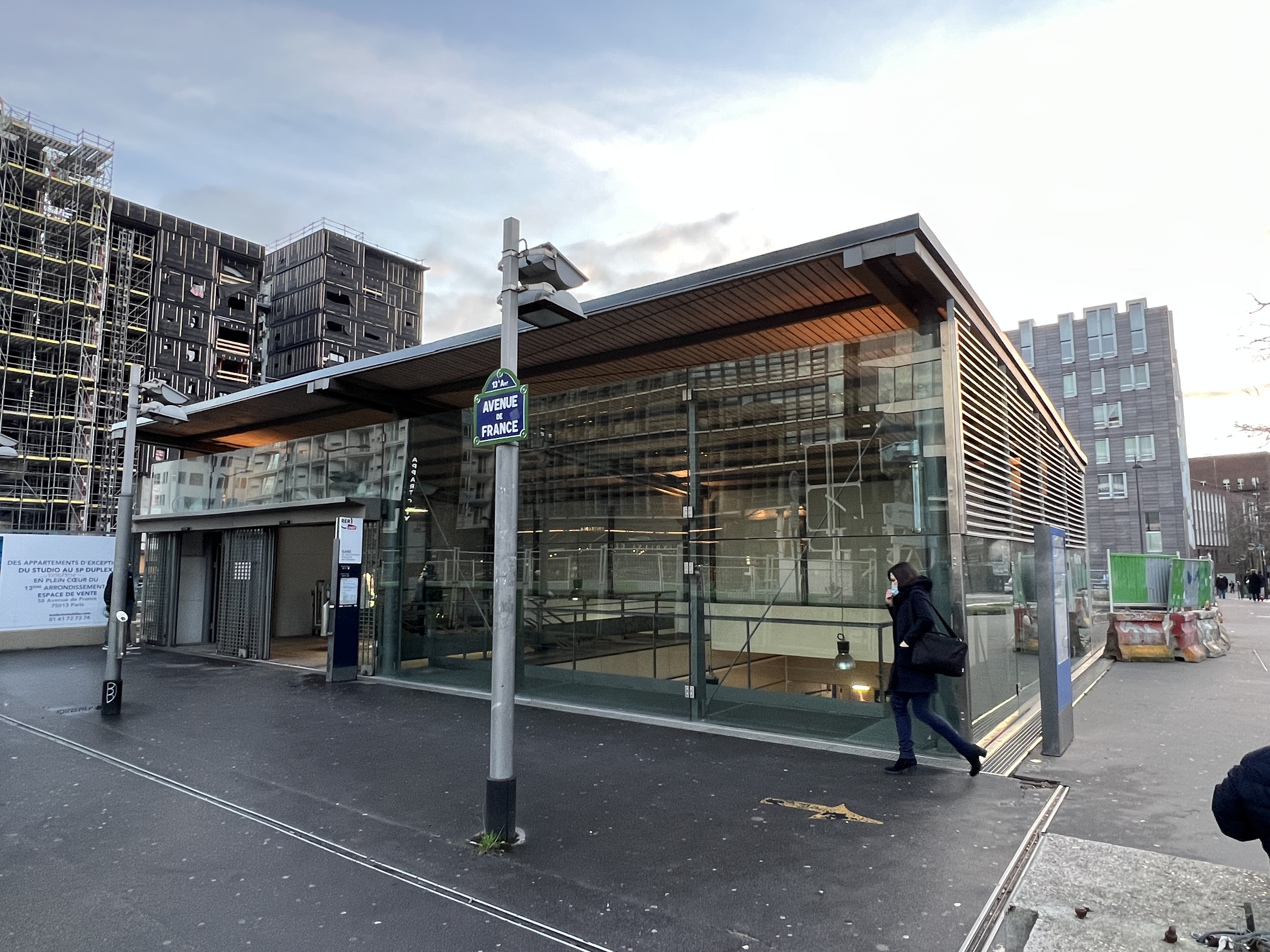
L'accès no 5 « Rue des Grands-Moulins ».

### Quais

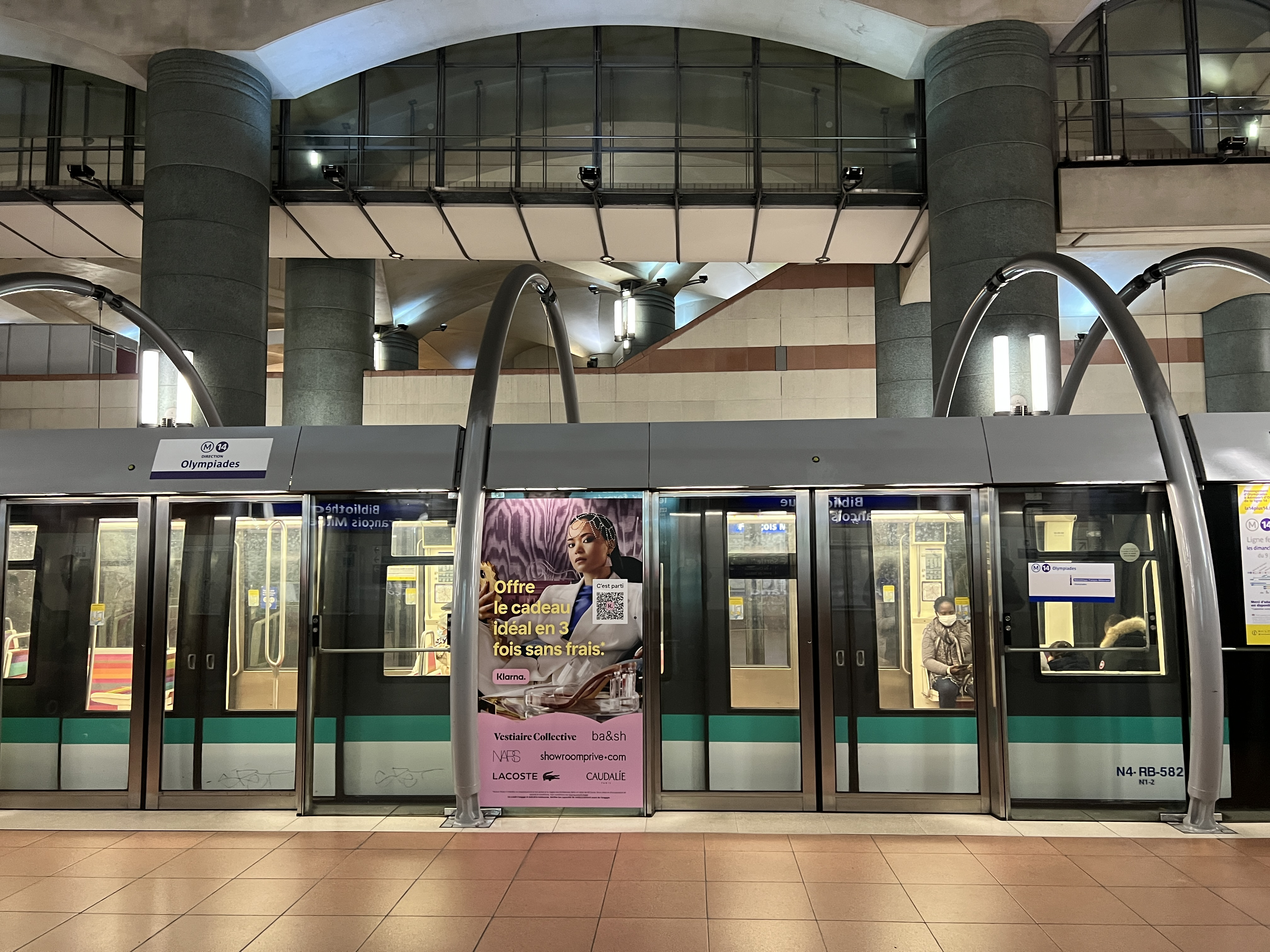
Le quai en direction dAéroport d'Orly.

Les quais sont de configuration standard : au nombre de deux, ils sont séparés par les voies situées au centre.

### Architecture

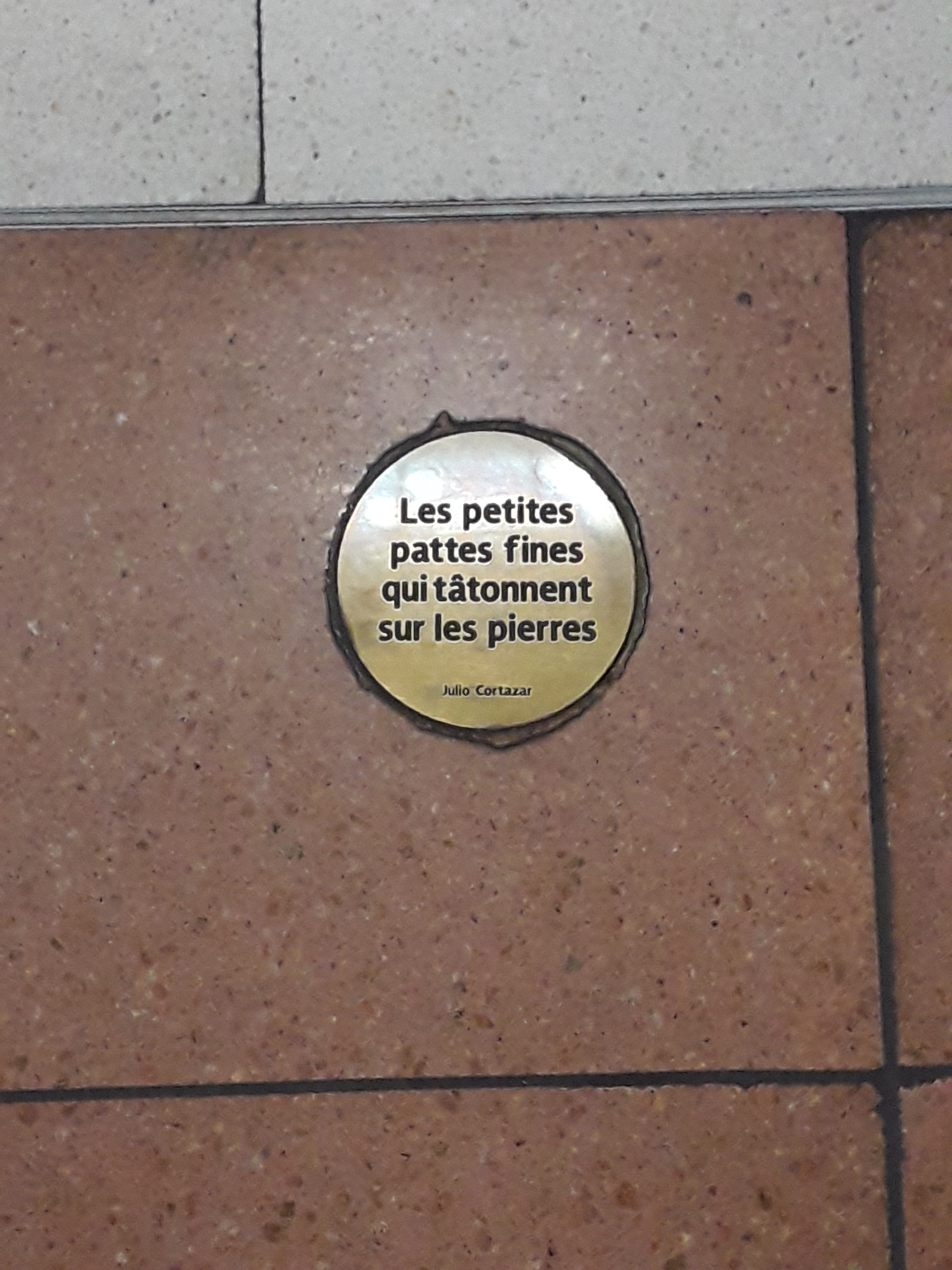
Un des médaillons de citations littéraires ornant la station. Ici une citation de Julio Cortázar.

Ouverte en 1998 en même temps que la ligne, l'architecture de la station est l'œuvre d'Antoine Grumbach, un architecte différent des autres concepteurs des stations de la ligne 14.
Dans la salle d'échanges métro-RER, les marches d'un escalier en arc de cercle sont gravées de lettres des différentes écritures utilisées par l'humanité. Le volume exceptionnel de cette salle d'échange a été rendu possible car la station a été construite et non creusée.
Disséminés un peu partout dans la station, 180 médaillons sont gravés de phrases reflétant l'universalité des cultures.

### Intermodalité
Depuis le 3 décembre 2000, la station est en correspondance avec la gare de la Bibliothèque François-Mitterrand située sur la ligne C du RER.
La station est desservie par les lignes 25, 62, 64, 71, 89, 132 et 325 du réseau de bus RATP et, la nuit, par les lignes N131 et N133 du réseau de bus Noctilien.
Sur les plans de la ligne 14, la RATP indique la correspondance avec la station Avenue de France de la ligne T3a du tramway, située à plus de 550 mètres de l'accès le moins éloigné.

### Fréquentation
Nombre de voyageurs entrés à cette  station :
| Année                      | 2013       | 2014       | 2015       | 2016       | 2017       | 2018       | 2019       | 2020       | 2021       |
| -------------------------- | ---------- | ---------- | ---------- | ---------- | ---------- | ---------- | ---------- | ---------- | ---------- |
| Nombre de voyageurs par an | 15 472 531 | 15 840 239 | 16 433 305 | 17 491 541 | 18 129 727 | 18 770 034 | 19 754 334 | 10 002 396 | 11 104 474 |
| Rang                       | 7e         | 8e         | 8e         | 7e         | 7e         | 6e         | 6e         | 6e         | 6e         |
| Nombre de stations         | 302        | 302        | 302        | 302        | 302        | 302        | 302        | 304        | 304        |

## À proximité
Cette station permet la desserte du quartier de Paris Rive Gauche, entre la Seine et les voies de la gare d'Austerlitz,  entre autres la Bibliothèque nationale de France.
Cette station de métro donne également accès aux Frigos de Paris, au jardin Françoise-Mallet-Joris et au parvis Alan-Turing de la Station F, à la place Jean-Michel-Basquiat où est située la Fab, Fondation d'Agnès B., à la rue Germaine-Richier, la rue Pau-Casals et la rue Alphonse-Boudard, le jardin James-Joyce ainsi qu'à la promenade Georgette-Elgey, la promenade Claude-Lévi-Strauss et la promenade Jules-Isaac.

## Projets
En 2026, le terminus nord de la ligne 5 du T Zen devrait se situer à proximité.
Un prolongement de la ligne 10 du métro, via cette station, est à l'étude depuis la station Gare d'Austerlitz jusqu'à Ivry-sur-Seine, place Gambetta où pourrait être alors créée une correspondance avec la future ligne 5 du T Zen.